# Sutera elegantissima
Sutera elegantissima là một loài thực vật có hoa trong họ Huyền sâm. Loài này được Skan miêu tả khoa học đầu tiên năm 1906.